# Лексо Саичић
Александар Саичић (Виницка, 5. август 1873 — Цетиње, 19. (6) април 1911) био je црногорски и руски официр. Поријеклом је из српскога племена Васојевићи. Остао је упамћен по умијећу руковања сабљом. Као капетан црногорске војске током руско-јапанскога рата победио је у двобоју јапанског официра.

## Биографија
Александар Саичић се родио у Виницки, код Берана. Био је син Васе Саичића, команданта у црногорској војсци, а имао је и стрица Тодора. Основну школу је завршио, а гимназију уписао на Цетињу као питомац књаза Николе. Гимназију завршава у Дубровнику одакле прелази у Београд гдје похађа Пешадијску подофицирску школу. Након подофицирске школе бива три године у Црној Гори где је постављен за ађутанта Васојевићке бригаде. Као војник са жељом за даљим усавршавањем одлази у Истанбул где ступа у турску војску као поручник царске гарде гдје службује три године.
Учествовао је у Руско-јапанском рату. Црногорски одред у том рату је предводио Јован Липовац. Лексо је остао упамћен јер је 1905. убио јапанског ратника у двобоју пред битку. Иако се говори да је победио самураја, они су укинути у Јапану укидањем феудализма 1871. Због ове побједе одликован је руским ордењем. Честитке на добијеном двобоју добио је од адмирала руске флоте Роженственског (Рожественский, Зиновий Петрович) и адмирала јапанске флоте Тогоа. Руска влада му је одредила четрдесет наполеона у злату годишње до краја живота. У Манџурији је унапређен у чин капетана и до краја рата командовао је коњичким ескадроном Амурског змајског пука. Сабља којом је савладао јапанског ратника данас се чува у Војном музеју у Москви.
Своје успомене и утиске из рата је прибјележио у једној књизи.

## Болест и лечење
Нешто пре априла 1911. је у црногорском двору у Цетињу избио пожар, а Лексо је у покушају да спаси неке књиге скочио са другог спрата и тешко се повредио, а затим и разболео. Током његове болести га је лијечио војни лекар др Мило Иличковић. За његово здравље су се редовно распитивали чланови владајуће династије краљ Никола, краљица Милена и престолонаслиједник Данило, док су га скоро свакодневно посјећивали кнез Мирко са супругом Наталијом, кнез Петар и кнегиња Вјера. Поред њих, редовно га је посећивао и посланик Аустроугарске барон Владимир Гизл фон Гизлинген са супругом. Кнез Петар га је на сам дан смрти пар пута посетио, и са њим разговарао.

## Смрт и сахрана
После дужег боловања преминуо је у сриједу увече 19. (6) априла 1911. у Цетињу. Четири дана послије њега је у Никшићу преминуо Стојан Ковачевић, један од вођа Херцеговачког устанка. Саичић је сахрањен у петак ујутру уз велико присуство грађана. Сахрани су између осталих присуствовали и најмлађи син краља Николе принц Петар, министри актуелне владе Лазара Томановића, посланик Аустроугарске барон Гизл, пуковници Потапок, Егорјев и Колосов, цијели официрски кор и чета питомаца официрске школе. Капетан Ђорђе Драговић је на гробу одржао опроштајни говор.

## Породица
Био је ожењен Милицом са којом је имао троје дјеце: сина Владимира и ћерке Милицу и Јелену. Имао је и стрица Тодора, и браћу Мила, Милована и Мирка.

## Одликовања
Руска империја
Ови ордени су додељени за време Руско-јапанског рата (1904−5)
- - Орден Светог Владимира IV степена са мачевима и бантом.[2]
- - Орден Свете Ане III и II степена.[2]
- - Орден Светог Станислава II и III степена са мачевима и бантом.[2]
- Руска рањеничка медаља.[2]

 Кнежевина и  Краљевина Црна Гора
- Црногорска медаља за храброст.[2]
- Споменица 50. године владавине краља Николе.[2]

 Краљевина Италија
- - Орден круне.[2]

## Занимљивости
- Скоро сви чланови династије Петровић Његош су се распитивали о њему и посећивали га, а принц Петар га је посетио на дан смрти, и присуствовао му је на сахрани. Поред њих, редовно га је посећивао и посланик Аустроугарске Владимир Гизл фон Гизлинген. Он је око три године након тога уручио Јулски ултиматум Србији са места посланика Аустроугарске у Србији.[3]